# 스파게티 알리오 올리오

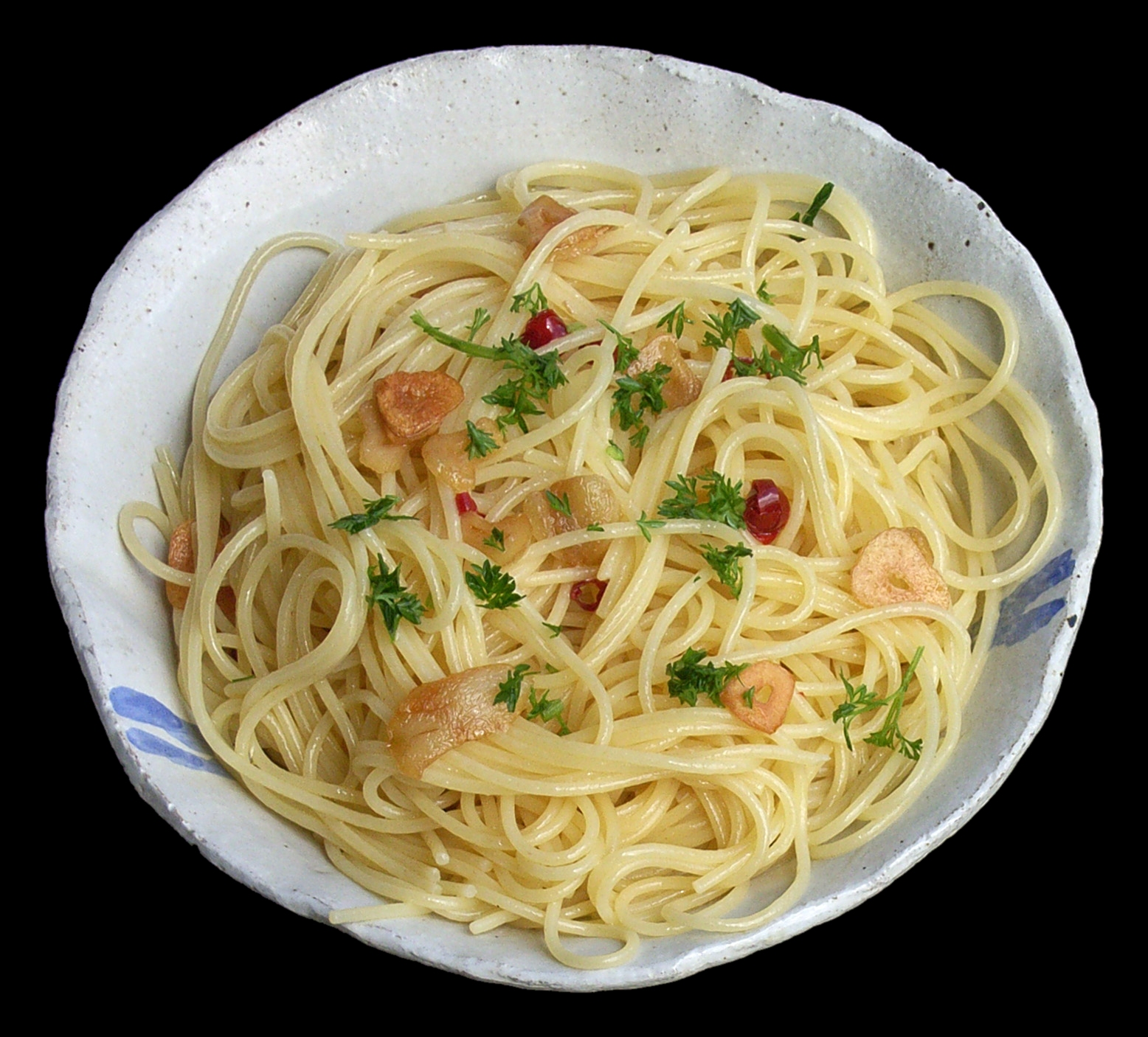
알리오 올리오의 모습.

스파게티 알리오 올리오(이탈리아어: Spaghetti aglio e olio)는 이탈리아 요리의 파스타 요리이다. 아브루초 주의 전통 요리로 이탈리아 전역에서 널리 먹는다.

## 방법
마늘을 올리브유에 빻아서 으깬 다음 뿌려서 만들며, 홍고춧가루를 흩뿌려서 먹기도 한다. 잘게 썬 파슬리를 위에 장식으로 뿌리면서 파르미자노 레자노 치즈를 같이 먹는 것은 매우 흔하나, 전통 조리법에 따르면 치즈가 들어간 것은 아니다. 주로 해산물이 들어간다.

## 같이 보기
- 스파게티